# Atlacomulcogroep
De Atlacomulcogroep (Spaans: Grupo Atlacomulco) is een (vermeende) organisatie van politici van de Institutioneel Revolutionaire Partij (PRI) uit de Mexicaanse deelstaat Mexico. De groep is genoemd naar de plaats Atlacomulco, waar veel van haar leden vandaan zouden komen.
Geen enkele van de vermeende leden heeft het bestaan van de groep ooit bevestigd. Hoewel de meeste waarnemers er wel van uitgaan dat de groep bestaat gaat het waarschijnlijk eerder om een informeel netwerk dan een strak georganiseerde organisatie. Het opereren in cliëntelistische netwerken en camarilla's is zeer gebruikelijk in de Mexicaanse politiek, en de Atlacomulcogroep is dan ook beter te begrijpen als de een van de sterkste en de bekendste van dergelijke groepen dan als een unieke, schimmige organisatie. De meest spectaculaire verhalen omtrent de organisatie moeten dan ook waarschijnlijk in de hoek van de samenzweringstheorieën gezocht worden. Zo is de groep ervan beschuldigd een drugskartel te zijn en verantwoordelijk te zijn geweest voor de moord op Luis Donaldo Colosio.
De groep zou opgericht zijn door Isidro Fabela (1882-1964), gouverneur van de staat van 1942 tot 1945 en zou na diens dood geleid zijn door de notoir corrupte Carlos Hank González (1927-2001). De groep zou de laatste jaren wegens ruzies tussen haar leden verzwakt zijn. Prominente politici die ervan worden beschuldigd tot de Atlacomulcogroep te horen zijn onder anderen Emilio Chuayffet, Arturo Montiel, César Camacho Quiróz en Jorge Hank Rhon. De laatste tijd is de groep meer in de aandacht gekomen door de populariteit van Enrique Peña Nieto, huidig gouverneur van Mexico die gesteund wordt door veel Atlacomulcopolitici.